# Списак епизода серије Права крв
Права крв је америчка телевизијска серија сценаристе Алана Бола по романима Шарлин Харис. Серија је почела премијерно да се приказује у Сједињеним Америчким Државама 7. септембра 2008. на ТВ-станици HBO. Прва сезона, од дванаест епизода, приказивана је једном недељно до 23. новембра. Свака епизода у просеку траје 55 минута. Друга сезона премијерно је приказивана од 14. јуна до 13. септембра 2009. године. Забележила је знтно већу гледаност од прве сезоне. Дана 12. септембра 2010. године завршено је емитовање треће сезоне које је почела 13. јуна. 
Телевизијска кућа HBO потврдила је 21. јуна 2010. да ће снимити 12 епизода четврте сезоне која ће се приказивати током 2011. године.
На подручју Србије Плава крв премијерно се приказује петком између 22:00 и 22:20 на HBO кабловском каналу доступном и преко IPTV. Приказивање је почело 6. фебруара 2009, а последња епизода прве сезоне емитована је 24. априла. Емитовање друге сезоне почело је 13. новембра 2010. а њена последња епизода најављена је за 29. јануар 2011. Упоредо са приказивањем у Србији, Права крв је почела да се емитује и у Бугарској, Румунији, Словенији, Молдавији, Хрватској и Црној Гори. Занимљиво је да је гледаоцима из Уједињеног Краљевства први серијал на домаћем каналима био доступна тек крајем априла 2009. и то на британском Каналу 4, неколико месеци касније пре почетка приказивања у државама Балкана.

## Преглед серије
| Сезона | Сезона | Епизоде | Епизоде | Оригинално емитовање | Оригинално емитовање |
| Сезона | Сезона | Епизоде | Епизоде | Премијера            | Финале               |
| ------ | ------ | ------- | ------- | -------------------- | -------------------- |
|        | 1.     | 12      | 12      | 7. септембар 2008.   | 23. новембар 2008.   |
|        | 2.     | 12      | 12      | 14. јун 2009.        | 13. септембар 2009.  |
|        | 3.     | 12      | 12      | 13. јун 2010.        | 12. септембар 2010.  |
|        | 4.     | 12      | 12      | 26. јун 2011.        | 11. септембар 2011.  |
|        | 5.     | 12      | 12      | 10. јун 2012.        | 26. август 2012.     |
|        | 6.     | 10      | 10      | 16. јун 2013.        | 18. август 2013.     |
|        | 7.     | 10      | 10      | 22. јун 2014.        | 24. август 2014.     |

## Епизоде

### 1. сезона (2008)
| Епизода | Наслов                  | Режисер          | Сценариста    | Премијера           | У Србији          | Гледаност (милиони) |
| --- | ----------------------- | ---------------- | ------------- | ------------------- | ----------------- | ------------------- |
| 1-01 (1) | Необична љубав          | Алан Бол         | Алан Бол      | 7. септембар 2008.  | 6. фебруар 2009.  | 1.4(2.1)[a])        |
| Две године након буђења вампира и проналаска синтетичке крви, двадесетпетогодишња Сузи Стекхаус из Луизијане упознаје 173-годишњег Била Комптона. У међувремену, Сузина пријатељица Тара запошљава се у бару Сема Мерлота, а њен брат упада у невоље после смрти своје партнерке. |                         |                  |               |                     |                   |                     |
| 1-02 (2) | Укус крви               | Скот Вајнант     | Алан Бол      | 17. септембар 2008. | 13. фебруар 2009. | 1.8(2.4)[b])        |
| Бил узвраћа услугу Суки спасавајући је од освете Ратрејевих и лечећи је својом властитом крвљу, због чега она привремено добије изоштрена чула. Бил је позван у кућу код Баке (Луиз Смит) да би се упознао са Џејсоном и остатком породице, а затим са Суки одлази у ноћну шетњу. Одлазе у Билову оронулу кућу из 19. века, где се с муком уздржава од исконских вампирских нагона према Суки. Она се ипак враћа у његову кућу, јер јој се Бил допада – али ту је дочекује група крвожедних вампира. |                         |                  |               |                     |                   |                     |
| 1-03 (3) | Моја                    | Џон Дал          | Алан Бол      | 21. септембар 2008. | 20. фебруар 2009. | 1.81                |
| У немогућности да хипнотишу Суки, вампири Малколм (Ендру Ротенберг), Лиам (Грејем Шилс) и Дајен (Анжану Елис) одустају кад им Бил објави да конобарица припада њему, а затим одлазе. У бару, Сем тражи тренутни лек за своју хроничну усамљеност, а Тари је потребан заклон од проблема са мајком, алкохоличарком. Џејсон није на висини задатка у сексу са Дон (Лин Колинс), па се обраћа Лафајету (Нелсон Елис), Мерлотовом кувару, за помоћ. |                         |                  |               |                     |                   |                     |
| 1-04 (4) | Бекство из Змајеве куће | Мајкл Леман      | Брајан Бакнер | 28. септембар 2008. | 27. фебруар 2009. | 1.82                |
| У Бон Таму се дешава још једно убиство. Џејсон је опет у притвору, испитују га полицајци Енди (Крис Бауер) и Бад (Вилијем Сандерсон). Тара га извлачи, али ни она ни Лафајет немају лек за његов проблем у том тренутку. Бака моли Суки да употреби телепатске способности, пронађе убицу и спасе част свог брата. Суки убеђује Била да је води у вампирски бар по имену Фангтазија, где она својим менталним моћима импресионира главног локалног вампира, нордијског крвопију Ерика (Александер Скарсгард). Бил демонстрира своју моћ када их набусити полицајац застави на повратку кући. |                         |                  |               |                     |                   |                     |
| 1-05 (5) | Лете варнице            | Данијел Мајнахан | Александер Ву | 5. октобар 2008.    | 6. март 2009.     | TBA                 |
| Под утицајем Суки, Бил долази и импресионира пријатеље баке Аделе и публику у цркви својим детаљним сећањима из Грађанског рата, мада су полицајци Енди и Бад и даље сумњичави. Сем покушава да искористи прилику код Суки, мада није у стању да се везује за било кога. Не обазирући се на Тарине критике, Лафајет убеђује Џејсона да опет проба вампирску крв, односно „В-сок“. У самоћи куће, Бил се сећа мучних тренутака из рата који су заувек променили његову судбину. |                         |                  |               |                     |                   |                     |
| 1-06 (6) | Необична љубав          | Ник Гомез        | Рејел Такер   | 12. октобар 2008.   | 13. март 2009.    | TBA                 |
| Скрхана трагедијом, Суки тражи заклнон од какофоније унтрашњих гласова колега и комшија. Џејсон нема V-сок и осећа апстинентску кризу, свађа се са сестром и удара Ендија. Тара одбија своју мајку Лети Меј (Едина Портер) која жели да се „ослободи демона“ и од ћерке тражи помоћ. Сем и Тара се зближавају у обостраној жељи за „нечим опипљивим“. |                         |                  |               |                     |                   |                     |
| 1-07 (7) | Порушена кућа љубави    | Маркос Сијега    | Крис Офут     | 19. октобар 2008.   | 20. март 2009.    | 2.1                 |
| Сукина болна сећања из детињства везана за ујка Бартлета нагоне Била на акцију. Иако сумњичава, Тара пристаје да плати риутал за истеривање демона из Лети Меј. У потрази за V-соком, Џејсон одлази у бар Фангтазија, где упознаје Ејми, девојку авантуристичког духа (Лизи Каплан). Тројица неотесаних ликова одлучују да се освете групи вампира која је претходно вече упала у Мерлотов бар у потрази за својеглавим другаром Билом. |                         |                  |               |                     |                   |                     |
| 1-08 (8) | Четврта осаба у пожару  | Александер Ву    | Мајкл Леман   | 26. октобар 2008.   | 27. март 2009.    | 2.07                |
| Суки се тешко носи са још једном могућом трагедијом. Тара је запањена променом код Лети Меј и размишља да примени сличну терапију на себе, нарочито после свађе са Суки и Семом. Џејсонова нова девојка Ејми шармира све у Мерлотовом бару, али показује и своју мрачну страну Џејсону када им пресахну залихе V-сока. Рене (Мајкл Рејмонд Џејмс) проси Арлин (Кери Престон), док јој Суки чува децу. Касније, на Билову молбу, Суки користи своје способности да би помогла моћном вампирском шерифу Ерику помогла да пронађе лопова у Фангтазији. |                         |                  |               |                     |                   |                     |
| 1-09 (9) |                         | Ентони Хемингвеј | Брајан Бакнер | 2. новембар 2008.   | 3. април 2009.    | 2.35                |
| Бил крши вампирска правила и штити Суки – због чега мора да плати високу цену. Џејсон и Ејми крше своја властита правила и киднапују вампира по имену Еди (Стивен Рут) да би му узимали крв. Пошто је Лети Меј очигледно излечена, сумњичава Тара консултује Мис Жанет (Ајша Хајндс) у вези са истеривањем својих демона. Суки код куће затиче још једну трагедију и Бил јој ангажује неочекиваног телохранитеља – Сема – да је штити у његовом одсуству. |                         |                  |               |                     |                   |                     |
| 1-10 (10) | Нећу да знам            | Скот Вајнант     | Крис Офут     | 9. новембар 2008.   | 10. април 2009.   | TBA                 |
| Затечен у компромитујућој ситуацији, Сем своју тајну дели са неповерљивом Суки. Мислећи да је излечена од демона, Тара прославља са Лети Меј – али полуди кад открије праву позадину рада Мис Жанет. Суки долази до узнемирујућег открића на журци у Мерлотовом бару поводом Арленине и Ренеове веридбе. Џејсон и Ејми се препиру око тога шта да раде са Едијем. Тара доживи бизаран догађај на путу и завршава и затвору. Вампирски трибунал Билу одређује оштру казну, али судија (Зељко Иванек) одлучује се за „креативнију“ казну у коју спада и људско биће, млада жена по имену Џесика (Дебора Ен Вол). |                         |                  |               |                     |                   |                     |
| 1-11 (11) | Волети значи сахранити  | Ненси Оливер     | Ненси Оливер  | 16. новембар 2008.  | 17. април 2009.   | 2.67                |
| Бил испуњава услове прописане казном трибунала, мада он и Ерик увиђају да Џесика не реагује у складу са очекивањима. Покушавајући да реши мистерију своје последње визије, Суки са Семом одлази у ресторан у другом граду и користи телепатску способност да извуче информације од једног порочног полицајца. Џејсон помаже да се санирају последице Ејминих потеза, незадовољан је односом, али нема снаге да се одвоји од ње. Тара је љута јер мајка одбија да плати кауцију за њу, али се смирује после појаве Меријен Форестер (Мишел Форбс), богате „социјалне раднице“, која јој нуди помоћ. Згрожен лицемерјем сенатора који иступа против вампира, Лафајет одлучује да га посети усред изборне кампање. У Биловом одсуству, рањива Суки налази утеху у Сему. Растројени Џејсон опет упада у невољу са Бадом и Ендијем. |                         |                  |               |                     |                   |                     |
| 1-12 (12) | Доћи ћеш ми главе       | Алан Бол         | Рејел Такер   | 23. новембар 2008.  | 24. април 2009.   | 2.45                |
| Суки открива везу између убистава у Бон Таму – и постаје мета убице. Тара одлучује да искористи нову шансу са Меријен; Џејсон открива нови позив након што га антивампирски активиста Ори посети у затвору: Бил се игра са судбином опет покушавајући да спасе Суки; Сем је узрујан због сусрета са особом коју зна од раније; Лафајет се нашао на погрешном месту у право време. |                         |                  |               |                     |                   |                     |

### 2. сезона (2009)
| Епизода   | Наслов               | Режисер          | Сценариста                     | Премијера           | У Србији           | Гледаност (милиони) |
| --------- | -------------------- | ---------------- | ------------------------------ | ------------------- | ------------------ | ------------------- |
| 2-01 (13) | Ништа осим крви      | Данијел Мајнахан | Александер Ву                  | 14. јун 2009.       | 13. новембар 2010. | 3.7 (5.1[c])        |
| 2-02 (14) | Нек журка траје      | Мајкл Леман      | Брајан Бакнер                  | 26. јун 2009.       | 20. новембар 2010. | 3.41                |
| 2-03 (15) | Огреботина           | Скот Вајнант     | Рејел Такер                    | 28. јун 2009.       | 27 новембар 2010.  | 3.7 (5.1[d])        |
| 2-04 (16) | Да прсте полижеш     | Мајкл Леман      | Брајан Бакнер                  | 12. јул 2009.       | 4. децембар 2010.  | 3.9                 |
| 2-05 (17) | Не пуштај ме да одем | Џон Дал          | Ненси Оливер                   | 19. јул 2009.       | 11. децембар 2010. | 3.85                |
| 2-06 (18) | Жена каменог срца    | Мајкл Леман      | Брајан Бакнер                  | 26. јул 2009.       | 18. децембар 2010. | 4.0                 |
| 2-07 (19) | Ослободи ме          | Мајкл Рушио      | Рејел Такер                    | 2. август 2009.     | 25. децембар 2010. | 4.27                |
| 2-08 (20) | Темпирана бомба      | Џон Дал          | Александер Ву                  | 9. август 2009.     | 1. јануар 2010.    | 4.43                |
| 2-09 (21) | Устаћу међу живе     | Скот Вајнант     | Ненси Оливер                   | 16. август 2009.    | 8. јануар 2011.    | 4.5                 |
| 2-10 (22) | Нови свет пред очима | Адам Дејвидсон   | Кејт Барноу и Елизабет Р. Финч | 23. август 2009.    | 15. јануар 2011.   | 5.33                |
| 2-11 (23) |                      | Данијел Мајнахан | Алан Бол                       | 30. август 2009.    | 22. јануар 2011.   | 5.19                |
| 2-12 (24) |                      | Мајкл Квеста     | Александер Ву                  | 13. септембар 2009. | 29. јануар 2011.   | 5.11                |

### 3. сезона (2010)
| Епизода   | Наслов | Режисер          | Сценариста                     | Премијера           | Гледаност (милиони) |
| --------- | ------ | ---------------- | ------------------------------ | ------------------- | ------------------- |
| 3-1 (25)  |        | Данијел Мајнахан | Брајан Бакнер                  | 13. јун 2010.       | 5.1 (6.4[e])        |
| 3-2 (26)  |        | Скот Вајнант     | Рејел Такер                    | 20. јун 2010.       | 4.26                |
| 3-3 (27)  |        | Мајкл Леман      | Александер Ву                  | 27. јун 2010.       | 4.46                |
| 3-4 (28)  |        |                  | Кејт Барноу и Елизабет Р. Финч | 11. јул 2010.       | 4.68                |
| 3-5 (29)  |        | Скот Вајнант     | Ненси Оливер                   | 18. јул 2010.       | 4.86                |
| 3-6 (30)  |        | Мајкл Леман      | Алан Бол                       | 25 јул 2010.        | 4.74                |
| 3-7 (31)  |        | Џон Дал          | Брајан Бакнер                  | 1. август 2010.     | 5.24                |
| 3-8 (32)  |        |                  | Рејел Такер                    | 8. август 2010.     | 5.09                |
| 3-9 (33)  |        | Скот Вајнант     | Александер Ву                  | 15. август 2010.    | 5.00                |
| 3-10 (34) |        | Мајкл Леман      | Кејт Барноу и Елизабет Р. Финч | 22. август 2010.    | 5.39                |
| 3-11 (35) |        | Данијел Мајнахан | Ненси Оливер                   | 29. август 2010.    | 5.44                |
| 3-12 (36) |        | Ентони Хемингвеј | Алан Бол                       | 12. септембар 2010. | 5.38                |